# 1580

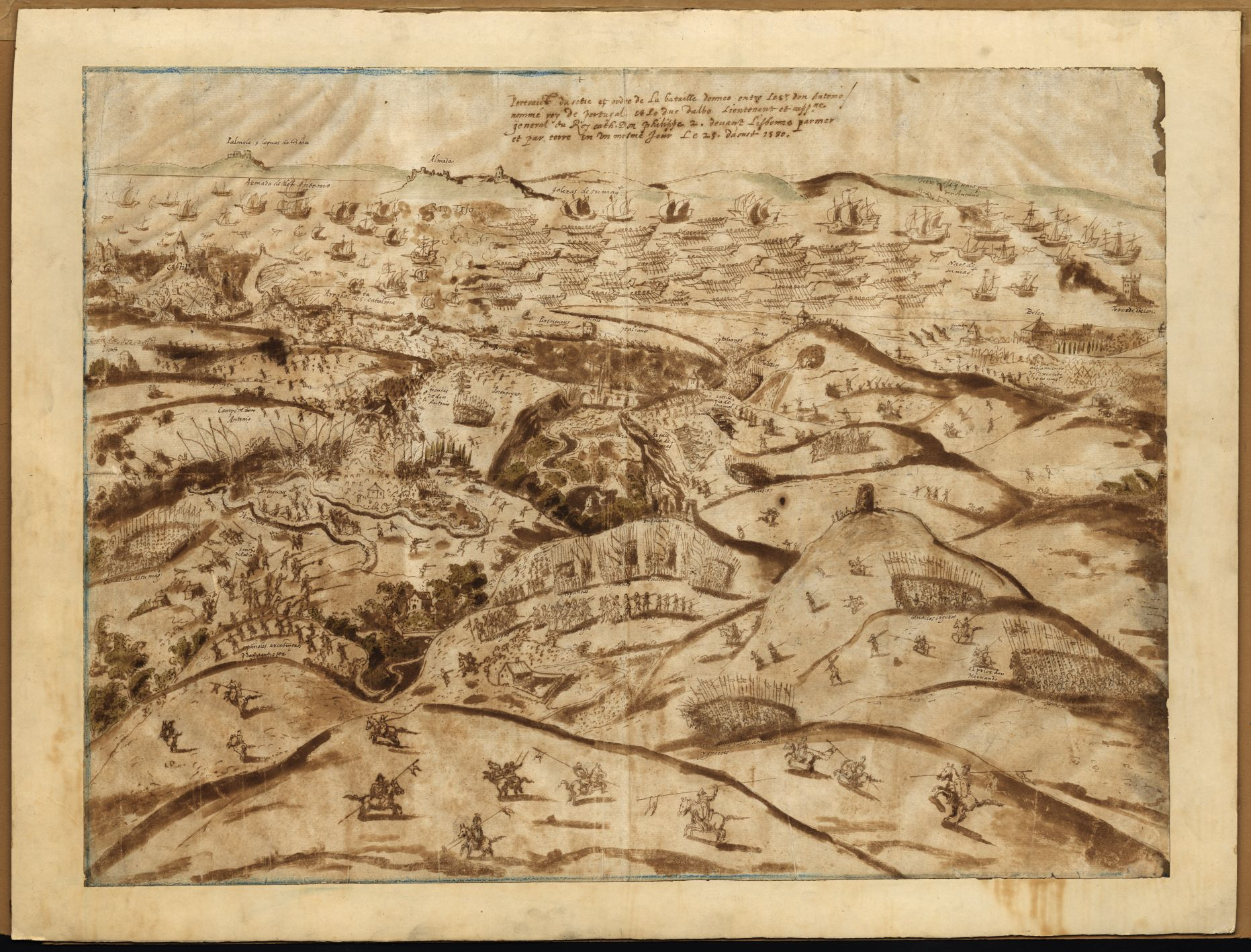
25 agosto: Battaglia di Alcantara

Il 1580 (MDLXXX in numeri romani) è un anno bisestile del XVI secolo.

## Eventi
- Unione dei regni di Portogallo e Spagna. Cesserà nel 1654.
- Francis Drake, corsaro inglese, ultima la circumnavigazione del globo, secondo solo a Ferdinando Magellano.
- Inizio dei lavori del Teatro Olimpico a Vicenza da parte di Andrea Palladio.
- 25 agosto – Ha luogo la Battaglia di Alcântara, combattuta nei pressi di Lisbona, nella località Alcântara, che vede contrapposte le forze spagnole a quelle portoghesi nel contesto della crisi di successione portoghese.

### America del Nord
- 17 luglio – Il governatore spagnolo Pedro Menéndez Marqués attacca e sconfigge la flotta francese guidata da Gilberto Gil, il quale viene ucciso. Finisce in questo modo l'interferenza francese in Florida.

## Nati

### Gennaio
- 6 gennaio - John Smith, militare, marinaio e scrittore britannico († 1631)
- 22 gennaio - Agostino Tassi, pittore italiano († 1644)
- 30 gennaio - Gundacaro del Liechtenstein, principe, militare e diplomatico († 1658)

### Febbraio
- 12 febbraio - Giulio Cesare Fontana, architetto e ingegnere italiano († 1627)
- 16 febbraio - Giovanni Battista Deti, cardinale e vescovo cattolico italiano († 1630)
- 24 febbraio - Matthias Hoë von Hoënegg, pastore protestante tedesco († 1645)
- 28 febbraio - Orazio Giustiniani, cardinale italiano († 1649)
- 28 febbraio - Giovanni Srofenaur, trombettista italiano († 1634)

### Marzo
- 13 marzo - Alfonso Dal Pozzo Farnese, vescovo cattolico italiano († 1626)
- 18 marzo - Stefano Bernardi, compositore italiano († 1637)
- 31 marzo - Boghislao XIV di Pomerania, vescovo luterano tedesco († 1637)

### Aprile
- 8 aprile - Augusta di Danimarca, principessa danese († 1639)
- 8 aprile - William Herbert, III conte di Pembroke, nobile e politico inglese († 1630)
- 16 aprile - Alfonsina Gonzaga, nobildonna italiana († 1647)
- 18 aprile - Thomas Middleton, drammaturgo britannico († 1627)
- 18 aprile - Pedro Orrente, pittore spagnolo († 1645)

### Maggio
- 5 maggio - Johann Faulhaber, matematico, ingegnere e architetto tedesco († 1635)
- 6 maggio - Carlo I di Gonzaga-Nevers, nobile († 1637)
- 18 maggio - Federico I de' Rossi, generale italiano († 1632)
- 30 maggio - Fadrique Álvarez de Toledo Osorio, militare e politico spagnolo († 1634)

### Giugno
- 6 giugno - Godefroy Wendelin, astronomo belga († 1667)
- 9 giugno - Daniel Heinsius, filologo olandese († 1655)
- 12 giugno - Adriaen van Stalbemt, pittore e incisore fiammingo († 1662)
- 13 giugno - Willebrord Snel, matematico, astronomo e fisico olandese († 1626)

### Luglio
- 5 luglio - Carlo Contarini, doge († 1656)
- 29 luglio - Francesco Mochi, scultore italiano († 1654)

### Agosto
- 18 agosto - Filippo Malabayla, religioso e storico italiano († 1657)

### Settembre
- 4 settembre - George Percy, esploratore inglese († 1632)
- 14 settembre - Francisco de Quevedo, scrittore e poeta spagnolo († 1645)
- 17 settembre - Carlotta Brabantina di Nassau, principessa († 1631)
- 30 settembre - Cristierno Gonzaga, nobile italiano († 1630)

### Ottobre
- 6 ottobre - Cosimo Merlini, orafo italiano († 1641)
- 18 ottobre - Matsudaira Tadayoshi, militare giapponese († 1607)
- 20 ottobre - Peter Crüger, matematico e astronomo tedesco († 1639)
- 30 ottobre - Armand-Nompar de Caumont, duca de la Force, generale francese († 1675)
- 30 ottobre - Dirk Hartog, marinaio e esploratore olandese († 1621)

### Novembre
- 2 novembre - Marco Aurelio Severino, medico italiano († 1656)
- 19 novembre - Girolamo Marulli,  italiana († 1656)
- 26 novembre - Ettore Capecelatro, giurista, magistrato e politico italiano († 1654)
- 26 novembre - Bernabé Cobo, gesuita, naturalista e scrittore spagnolo († 1657)

### Dicembre
- 1º dicembre - Nicolas-Claude Fabri de Peiresc, astronomo, botanico e numismatico francese († 1637)
- 2 dicembre - Elisabetta Maddalena di Pomerania, duchessa tedesca († 1649)
- 4 dicembre - Nabeshima Katsushige, militare giapponese († 1657)

### Senza giorno specificato
- Filippo Cluverio, storico e geografo tedesco († 1622)
- Charles-François Abra de Raconis, teologo e vescovo cattolico francese († 1646)
- Francesco Adriano Ceva, cardinale italiano († 1655)
- António de Andrade, missionario portoghese († 1634)
- Christof Angermair, scultore tedesco († 1633)
- Galeazzo Arconati, nobile e mecenate italiano († 1649)
- Samuel Argall, navigatore inglese († 1626)
- Simone Balli, pittore italiano
- Benjamin Basnage, religioso francese († 1652)
- Alessandro Bernabei, pittore italiano († 1630)
- Guillaume Berthelot, scultore francese († 1648)
- Gabriele Bethlen, nobile e generale ungherese († 1629)
- Ottavio Bolognesi, diplomatico italiano († 1646)
- Francesco Bordoni, scultore italiano († 1654)
- Friedrich Brentel, incisore e pittore tedesco († 1651)
- Girolamo Buratti, pittore italiano († 1655)
- Giovanni Domenico Cappellino, pittore italiano († 1651)
- Baldassarre Capra, scienziato italiano († 1626)
- Francesco Maria Carafa, nobile († 1642)
- Marco Chierici, pittore italiano
- Luca Ciamberlano, incisore e pittore italiano († 1641)
- John Digby, I conte di Bristol, diplomatico inglese († 1653)
- Michael East, organista e compositore inglese († 1648)
- Francis Fane, I conte di Westmorland, politico inglese († 1629)
- Cristóvão Ferreira, gesuita e missionario portoghese († 1650)
- Paolo Emilio Filonardi, arcivescovo cattolico italiano († 1624)
- Louis Finson, pittore fiammingo († 1617)
- Nikolaus Fleckenstein, ufficiale svizzero († 1645)
- Lorenzo Garbieri, pittore italiano († 1654)
- Johann Gelle, editore e incisore tedesco († 1625)
- Sebastiano Ghezzi, pittore e architetto italiano († 1645)
- Théodore Godefroy, storico francese († 1649)
- Diego Messía Felípez de Guzmán, generale e politico spagnolo († 1655)
- Frans Hals, pittore olandese († 1666)
- Pierre Hérigone, matematico e astronomo francese († 1643)
- Peter Isselburg, incisore, disegnatore e editore tedesco († 1630)
- Katō Sadayasu, militare giapponese († 1623)
- Mehmet Köprülü, militare ottomano († 1661)
- Giosafat Kuncewycz, arcivescovo cattolico, monaco cristiano e santo ucraino († 1623)
- Ling Mengchu, scrittore cinese († 1644)
- Gerolamo Felice Lodron, nobile italiano († 1658)
- Francisco de Lugo, teologo spagnolo († 1652)
- Simone Luzzatto, rabbino italiano († 1663)
- Orazio Maffei, cardinale e arcivescovo cattolico italiano († 1609)
- Giovanni Paolo Maggini, liutaio italiano
- Paolo Mancini, nobile e militare italiano († 1635)
- Benedetto Mandina, vescovo cattolico italiano († 1646)
- George Manners, VII conte di Rutland, politico inglese († 1641)
- Ernst von Mansfeld, militare tedesco († 1626)
- Jacob Metius, inventore olandese († 1628)
- Peter Minuit, politico olandese († 1641)
- Ivan Tomko Mrnavić, storico e poeta serbo († 1637)
- Giovanni Pietro Naldini, pittore italiano († 1642)
- Oda Hidenobu, militare giapponese († 1605)
- Rodrigo Pacheco, nobile spagnolo († 1640)
- Bernardo Panicola, vescovo cattolico italiano († 1666)
- Erasmo Paravicini, vescovo cattolico italiano († 1640)
- Torquato Perotti, vescovo cattolico italiano († 1642)
- Hendrik Pot, pittore, disegnatore e miniaturista olandese († 1657)
- Erasmus Quellinus il Vecchio, scultore fiammingo († 1640)
- Giorgio Raguseo, filosofo, teologo e oratore italiano († 1622)
- Tommaso Sandrino, pittore italiano († 1630)
- Ulrich Schläpfer, politico svizzero († 1651)
- Fabrizio Sforza di Caravaggio, generale e nobile italiano († 1625)
- Edmund Shakespeare, attore teatrale britannico († 1607)
- Anna Stanley, nobile britannica
- Alessandro Tadino, medico italiano († 1661)
- Francesco Maria Torrigio, archeologo italiano († 1649)
- Ustad Ahmad Lahauri, architetto persiano († 1649)
- Francesco III Ventimiglia, nobile, politico e militare italiano († 1647)
- Pierre Vernier, matematico francese († 1637)
- Francesco Angelo de Vico, avvocato, storico e politico spagnolo († 1648)
- Rodrigo de Villandrando, pittore spagnolo († 1622)
- Alessandro Vitali, pittore italiano († 1630)
- Johann Jacob von Wallhausen, militare e storico tedesco († 1627)
- Matias de Albuquerque, militare portoghese († 1647)
- Carlotta di Essart, nobile francese († 1651)
- Kemankeş Kara Ali Pascià, politico ottomano († 1624)
- Friedrich van Hulsen, incisore olandese († 1665)

## Morti

### Gennaio
- 18 gennaio - Antonio Scandello, compositore italiano (n. 1517)
- 18 gennaio - Arcangelo de' Bianchi, cardinale e vescovo cattolico italiano (n. 1516)
- 21 gennaio - Luigi Gonzaga, nobile italiano (n. 1566)
- 22 gennaio - Bonifacio Agliardi, politico italiano (n. 1510)
- 25 gennaio - Willibald Imhoff, banchiere e mercante tedesco (n. 1519)
- 31 gennaio - Enrico I del Portogallo, cardinale, sovrano e arcivescovo cattolico portoghese (n. 1512)

### Febbraio
- 1º febbraio - Vincenzo Massilla, giurista e politico italiano (n. 1499)
- 2 febbraio - Bessho Nagaharu, militare giapponese (n. 1558)
- 4 febbraio - Filippo Luigi I di Hanau-Münzenberg,  tedesco (n. 1553)
- 20 febbraio - Rodrigo de Quiroga, generale spagnolo
- 24 febbraio - Henry FitzAlan, XIX conte di Arundel, nobile inglese (n. 1512)

### Marzo
- 5 marzo - Şemsi Pascià, nobile ottomano

### Aprile
- 1º aprile - Alonso Mudarra, compositore spagnolo (n. 1510)
- 2 aprile - Jerónimo Nadal, gesuita e teologo spagnolo (n. 1507)
- 20 aprile - Francesco Alciati, cardinale, vescovo cattolico e giurista italiano (n. 1522)
- 20 aprile - Ippolito Capilupi, vescovo cattolico italiano (n. 1511)
- 20 aprile - Antonio de Guzmán Zúñiga y Sotomayor, diplomatico spagnolo (n. 1514)
- 21 aprile - Íñigo López de Hurtado de Mendoza, nobile, militare e diplomatico spagnolo (n. 1512)
- 24 aprile - Philippine Welser, nobile austriaca (n. 1527)
- 27 aprile - Giovan Battista della Cerva, pittore italiano
- 27 aprile - Semiz Ahmed Pascià, politico ottomano (n. 1492)

### Maggio
- 21 maggio - John Thynne, politico inglese (n. 1515)
- 22 maggio - Giberto VIII da Correggio, militare italiano (n. 1530)
- 31 maggio - Dorotea di Danimarca,  danese (n. 1520)

### Giugno
- 10 giugno - Luís de Camões, poeta portoghese
- 18 giugno - Giuliana di Stolberg, nobildonna tedesca (n. 1506)
- 22 giugno - Hernando de Acuña, poeta spagnolo (n. 1518)

### Luglio
- 2 luglio - Ichijō Tadamasa, militare giapponese (n. 1560)
- 22 luglio - Hieronymus Lotter, mercante e politico tedesco

### Agosto
- 1º agosto - Everardo Mercuriano, presbitero e religioso fiammingo (n. 1514)
- 7 agosto - Lala Kara Mustafa Pascià, generale e politico ottomano
- 9 agosto - Metrofane III di Costantinopoli, arcivescovo ortodosso bulgaro (n. 1520)
- 12 agosto - Luca Longhi, pittore italiano (n. 1507)
- 15 agosto - Vincenzo Borghini, filologo, religioso e scrittore italiano (n. 1515)
- 19 agosto - Andrea Palladio, architetto, teorico dell'architettura e scenografo italiano (n. 1508)
- 20 agosto - Girolamo Osorio, vescovo cattolico, teologo e storico portoghese (n. 1506)
- 28 agosto - Antonín Brus z Mohelnice, arcivescovo cattolico tedesco (n. 1518)
- 30 agosto - Emanuele Filiberto di Savoia, sovrano e generale italiano (n. 1528)

### Settembre
- 3 settembre - Giovanni il Chiomato, religioso russo
- 15 settembre - Friedrich Risner, matematico e ottico tedesco (n. 1533)
- 19 settembre - Catherine Willoughby, nobildonna inglese (n. 1519)
- 20 settembre - Onorato II di Savoia-Villars, condottiero italiano (n. 1511)

### Ottobre
- 1º ottobre - Giovanni II di Schleswig-Holstein-Haderslev, principe danese (n. 1521)
- 3 ottobre - Remigio Nannini, scrittore e religioso italiano (n. 1518)
- 8 ottobre - Carlo Belleo, filosofo italiano
- 8 ottobre - Hieronymus Wolf, umanista e storico tedesco (n. 1516)
- 26 ottobre - Anna d'Asburgo, sovrana (n. 1549)
- 28 ottobre - Maria di Savoia, nobile italiana (n. 1556)

### Novembre
- 3 novembre - Şah Sultan, principessa ottomana (n. 1543)
- 3 novembre - Jerónimo Zurita y Castro, storico spagnolo (n. 1512)
- 6 novembre - Gianfilippo Ingrassia, medico e anatomista italiano (n. 1510)
- 8 novembre - Iseppo da Porto, politico italiano
- 16 novembre - Maria Giacomina di Baden, nobile tedesca (n. 1507)
- 21 novembre - Hayashi Hidesada, militare giapponese
- 30 novembre - Alessandro Mattei, criminale e nobile italiano

### Dicembre
- 1º dicembre - Giovanni Gerolamo Morone, cardinale e vescovo cattolico italiano (n. 1509)
- 14 dicembre - Fuwa Mitsuharu, militare giapponese
- 22 dicembre - Giovanni Boccalini, architetto italiano
- 23 dicembre - Gerard van Groesbeeck, cardinale e vescovo cattolico belga (n. 1517)
- 24 dicembre - Afonso Álvares, architetto portoghese (n. 1501)

### Senza giorno specificato
- Marcello Alberini (n. 1511)
- Shlomo Halevi Alkabetz, poeta e rabbino turco (n. 1500)
- Baltasar Álvarez, mistico spagnolo (n. 1533)
- Ashina Moriuji, militare giapponese (n. 1521)
- Giovanni Beccaria, presbitero e docente svizzero (n. 1508)
- Antonio Berga, medico e filosofo italiano (n. 1535)
- Luca Bertelli, tipografo italiano (n. 1550)
- Antoinette d'Aubeterre, nobile francese (n. 1532)
- Pedro de Campaña, pittore fiammingo (n. 1503)
- Prospero Caravita, giurista italiano
- Giulio Cesare Colonna di Sciarra, I principe di Palestrina, nobile italiano
- Valerio Corte, pittore, mercenario e alchimista italiano (n. 1530)
- Fernão Vaz Dourado, cartografo portoghese (n. 1520)
- Valborg Eriksdotter,  svedese (n. 1545)
- Giovanni Fabrini, grammatico, linguista e umanista italiano (n. 1516)
- Alessandro Gonzaga, condottiero italiano (n. 1520)
- Martín González, religioso e scrittore spagnolo (n. 1515)
- John Heywood, poeta, drammaturgo e aforista inglese (n. 1497)
- Raphael Holinshed, scrittore e storiografo inglese (n. 1529)
- George Howard, politico, diplomatico e scrittore inglese (n. 1519)
- Ruy López de Segura, scacchista e monaco cristiano spagnolo (n. 1530)
- Ludovico II Mattei, nobile e politico italiano
- Giovanni da Monte, pittore e decoratore italiano (n. 1500)
- Nihonmatsu Yoshikuni, militare giapponese (n. 1521)
- Camillo Porzio, storico e avvocato italiano (n. 1526)
- Sigismondo de' Rossi, generale e condottiero italiano (n. 1524)
- Gabrio Serbelloni, condottiero italiano (n. 1508)
- Shibata Naganori, militare giapponese (n. 1538)
- Orazio Toscanella, scrittore italiano (n. 1510)
- Onofrio Zeffirini, organaro italiano (n. 1510)
- Moses Almosnino, rabbino greco (n. 1515)
- Cristóbal de Molina el almagrista, religioso e scrittore spagnolo (n. 1494)
- Anne de Pisseleu d'Heilly, nobile francese (n. 1508)
- Fatma Sultan, principessa ottomana (n. 1558)

## Calendario
| Calendario 1580 | Calendario 1580 | Calendario 1580 | Calendario 1580 | Calendario 1580 | Calendario 1580 | Calendario 1580 | Calendario 1580 | Calendario 1580 | Calendario 1580 | Calendario 1580 | Calendario 1580 | Calendario 1580 | Calendario 1580 | Calendario 1580 | Calendario 1580 | Calendario 1580 | Calendario 1580 | Calendario 1580 | Calendario 1580 | Calendario 1580 | Calendario 1580 | Calendario 1580 | Calendario 1580 | Calendario 1580 | Calendario 1580 | Calendario 1580 | Calendario 1580 | Calendario 1580 | Calendario 1580 | Calendario 1580 | Calendario 1580 | Calendario 1580 |
| --------------- | --------------- | --------------- | --------------- | --------------- | --------------- | --------------- | --------------- | --------------- | --------------- | --------------- | --------------- | --------------- | --------------- | --------------- | --------------- | --------------- | --------------- | --------------- | --------------- | --------------- | --------------- | --------------- | --------------- | --------------- | --------------- | --------------- | --------------- | --------------- | --------------- | --------------- | --------------- | --------------- |
|                 | 1               | 2               | 3               | 4               | 5               | 6               | 7               | 8               | 9               | 10              | 11              | 12              | 13              | 14              | 15              | 16              | 17              | 18              | 19              | 20              | 21              | 22              | 23              | 24              | 25              | 26              | 27              | 28              | 29              | 30              | 31              |                 |
| Gennaio         | Ve              | Sa              | Do              | Lu              | Ma              | Me              | Gi              | Ve              | Sa              | Do              | Lu              | Ma              | Me              | Gi              | Ve              | Sa              | Do              | Lu              | Ma              | Me              | Gi              | Ve              | Sa              | Do              | Lu              | Ma              | Me              | Gi              | Ve              | Sa              | Do              |                 |
| Febbraio        | Lu              | Ma              | Me              | Gi              | Ve              | Sa              | Do              | Lu              | Ma              | Me              | Gi              | Ve              | Sa              | Do              | Lu              | Ma              | Me              | Gi              | Ve              | Sa              | Do              | Lu              | Ma              | Me              | Gi              | Ve              | Sa              | Do              | Lu              |                 |                 |                 |
| Marzo           | Ma              | Me              | Gi              | Ve              | Sa              | Do              | Lu              | Ma              | Me              | Gi              | Ve              | Sa              | Do              | Lu              | Ma              | Me              | Gi              | Ve              | Sa              | Do              | Lu              | Ma              | Me              | Gi              | Ve              | Sa              | Do              | Lu              | Ma              | Me              | Gi              |                 |
| Aprile          | Ve              | Sa              | Do              | Lu              | Ma              | Me              | Gi              | Ve              | Sa              | Do              | Lu              | Ma              | Me              | Gi              | Ve              | Sa              | Do              | Lu              | Ma              | Me              | Gi              | Ve              | Sa              | Do              | Lu              | Ma              | Me              | Gi              | Ve              | Sa              |                 |                 |
| Maggio          | Do              | Lu              | Ma              | Me              | Gi              | Ve              | Sa              | Do              | Lu              | Ma              | Me              | Gi              | Ve              | Sa              | Do              | Lu              | Ma              | Me              | Gi              | Ve              | Sa              | Do              | Lu              | Ma              | Me              | Gi              | Ve              | Sa              | Do              | Lu              | Ma              |                 |
| Giugno          | Me              | Gi              | Ve              | Sa              | Do              | Lu              | Ma              | Me              | Gi              | Ve              | Sa              | Do              | Lu              | Ma              | Me              | Gi              | Ve              | Sa              | Do              | Lu              | Ma              | Me              | Gi              | Ve              | Sa              | Do              | Lu              | Ma              | Me              | Gi              |                 |                 |
| Luglio          | Ve              | Sa              | Do              | Lu              | Ma              | Me              | Gi              | Ve              | Sa              | Do              | Lu              | Ma              | Me              | Gi              | Ve              | Sa              | Do              | Lu              | Ma              | Me              | Gi              | Ve              | Sa              | Do              | Lu              | Ma              | Me              | Gi              | Ve              | Sa              | Do              |                 |
| Agosto          | Lu              | Ma              | Me              | Gi              | Ve              | Sa              | Do              | Lu              | Ma              | Me              | Gi              | Ve              | Sa              | Do              | Lu              | Ma              | Me              | Gi              | Ve              | Sa              | Do              | Lu              | Ma              | Me              | Gi              | Ve              | Sa              | Do              | Lu              | Ma              | Me              |                 |
| Settembre       | Gi              | Ve              | Sa              | Do              | Lu              | Ma              | Me              | Gi              | Ve              | Sa              | Do              | Lu              | Ma              | Me              | Gi              | Ve              | Sa              | Do              | Lu              | Ma              | Me              | Gi              | Ve              | Sa              | Do              | Lu              | Ma              | Me              | Gi              | Ve              |                 |                 |
| Ottobre         | Sa              | Do              | Lu              | Ma              | Me              | Gi              | Ve              | Sa              | Do              | Lu              | Ma              | Me              | Gi              | Ve              | Sa              | Do              | Lu              | Ma              | Me              | Gi              | Ve              | Sa              | Do              | Lu              | Ma              | Me              | Gi              | Ve              | Sa              | Do              | Lu              |                 |
| Novembre        | Ma              | Me              | Gi              | Ve              | Sa              | Do              | Lu              | Ma              | Me              | Gi              | Ve              | Sa              | Do              | Lu              | Ma              | Me              | Gi              | Ve              | Sa              | Do              | Lu              | Ma              | Me              | Gi              | Ve              | Sa              | Do              | Lu              | Ma              | Me              |                 |                 |
| Dicembre        | Gi              | Ve              | Sa              | Do              | Lu              | Ma              | Me              | Gi              | Ve              | Sa              | Do              | Lu              | Ma              | Me              | Gi              | Ve              | Sa              | Do              | Lu              | Ma              | Me              | Gi              | Ve              | Sa              | Do              | Lu              | Ma              | Me              | Gi              | Ve              | Sa              |                 |